# Matthias Menz
Matthias Menz (ur. 14 września 1981 w Suhl) – niemiecki narciarz, specjalista kombinacji norweskiej, zwycięzca Pucharu Kontynentalnego.

## Kariera
Po raz pierwszy na arenie międzynarodowej Matthias Menz pojawił się w sezonie 1999/2000 Pucharu Świata B. W zawodach tego cyklu trzynastokrotnie stawał na podium, przy czym odniósł pięć zwycięstw. Najlepiej zaprezentował się w sezonie 2008/2009, w którym był najlepszy.
W Pucharze Świata zadebiutował 10 lutego 2001 roku w Libercu, gdzie zajął 29. miejsce w zawodach metodą Gundersena. Tym samym już w swoim debiucie zdobył pierwsze pucharowe punkty. Ostatecznie w sezonie 2000/2001 zajął 53. miejsce. Najlepsze wyniki w Pucharze Świata osiągnął w sezonie 2002/2003, który ukończył na 16. pozycji. Nigdy nie stanął na podium zawodów tego cyklu.
Jedyną dużą imprezą w jego karierze były Mistrzostwa Świata w Val di Fiemme w 2003 roku, gdzie rywalizację w sprincie ukończył na 11. pozycji. Startował także w Letnim Grand Prix w kombinacji norweskiej, zajmując między innymi ósme miejsce w ósmej edycji tego cyklu. W 2009 roku zakończył karierę.
Podczas Mistrzostw Świata Juniorów w Narciarstwie Klasycznym 2001 zdobył złoty medal w rywalizacji drużynowej – baza FIS wynik ten błędnie przypisuje Christophowi Menzowi.

## Osiągnięcia

### Mistrzostwa świata
| Miejsce | Dzień     | Rok  | Miejscowość   | Konkurencja        | Wynik zwycięzcy | Strata  | Zwycięzca       |
| ------- | --------- | ---- | ------------- | ------------------ | --------------- | ------- | --------------- |
| 11.     | 28 lutego | 2003 | Val di Fiemme | Sprint K120/7.5 km | 18:47.8 min     | +52.9 s | Johnny Spillane |

### Mistrzostwa świata juniorów
| Miejsce | Dzień    | Rok  | Miejscowość | Konkurencja         | Wynik zwycięzcy | Strata | Zwycięzca |
| ------- | -------- | ---- | ----------- | ------------------- | --------------- | ------ | --------- |
| 1.      | 3 lutego | 2001 | Karpacz     | Sztafeta K85/4x5 km | 658,0 pkt       | -      | -         |

### Puchar Świata

#### Miejsca w klasyfikacji generalnej
- sezon 2000/2001: 53.
- sezon 2001/2002: 35.
- sezon 2002/2003: 16.
- sezon 2003/2004: 42.
- sezon 2004/2005: 31.
- sezon 2005/2006: 31.
- sezon 2006/2007: 28.
- sezon 2007/2008: 28.
- sezon 2008/2009: 53.

### Puchar Kontynentalny

#### Miejsca w klasyfikacji generalnej
- sezon 1999/2000: 52.
- sezon 2000/2001: 39.
- sezon 2006/2007: 9.
- sezon 2007/2008: -
- sezon 2008/2009: 1.

#### Miejsca na podium chronologicznie
| Nr  | Data             | Miejscowość       | Konkurencja              | Wynik zwycięzcy | Pozycja | Strata    | Zwycięzca           |
| --- | ---------------- | ----------------- | ------------------------ | --------------- | ------- | --------- | ------------------- |
| 1.  | 11 grudnia 2004  | Steamboat Springs | Gundersen HS127/15 km    | 41:56.0 min     | 1.      | -         | -                   |
| 2.  | 18 grudnia 2004  | Lake Placid       | Sprint HS100/7.5 km      | ?               | 2.      | +10.2 s   | Kenneth Braaten     |
| 3.  | 14 stycznia 2007 | Chaux-Neuve       | SPrint HS100/7.5 km      | 14:08.3 min     | 3.      | +47.5 s   | Jens Gaiser         |
| 4.  | 19 stycznia 2007 | Val di Fiemme     | Start masowy HS106/10 km | 252.0 pkt       | 1.      | -         | -                   |
| 5.  | 14 grudnia 2007  | Høydalsmo         | Start masowy HS94/10 km  | 268.0 pkt       | 2.      | -13.8 pkt | David Zauner        |
| 6.  | 15 grudnia 2007  | Høydalsmo         | Gundersen HS94/15 km     | 39:17.0 min     | 1.      | -         | -                   |
| 7.  | 19 grudnia 2007  | Vuokatti          | Sprint HS100/7.5 km      | 20:36.0 min     | 2.      | +9.8 s    | David Zauner        |
| 8.  | 21 grudnia 2007  | Vuokatti          | Start masowy HS100/10 km | 241.0 pkt       | 3.      | -28.0 pkt | David Zauner        |
| 9.  | 22 grudnia 2007  | Vuokatti          | Sprint HS100/7.5 km      | 20:46.2 min     | 2.      | +32.0 s   | David Zauner        |
| 10. | 18 grudnia 2008  | Whistler          | Gundersen HS106/10 km    | 26:37.3 min     | 3.      | +3.0 s    | Tobias Kammerlander |
| 11. | 3 stycznia 2009  | Eisenerz          | Gundersen HS100/10 km    | 25:33.6 min     | 1.      | -         | -                   |
| 12. | 14 marca 2009    | Rovaniemi         | Gundersen HS106/10 km    | 26:08.6 min     | 1.      | -         | -                   |
| 13. | 15 marca 2009    | Rovaniemi         | Gundersen HS100/10 km    | 25:00.1 min     | 2.      | +1.6 s    | Tobias Kammerlander |

### Letnie Grand Prix

#### Miejsca w klasyfikacji generalnej
- 2000: 26.
- 2001: 27.
- 2002: 14.
- 2003: 12.
- 2005: 8.
- 2006: 10.
- 2007: 17.
- 2008: 9.